# Robert Clivillés
Robert Manuel Clivillés (New York, 1964. július 30. –) Puerto Ricoi származású amerikai producer, zeneszerző, a C+C Music Factory egyik alapító tagja.
Clivillés David Cole-val közösen több előadó producereként is közreműködtek, úgy mint Mariah Carey, Whitney Houston, Aretha Franklin, James Brown, Lisa Lisa and Cult Jam, Deborah Cooper, Scarlett Santana és sokan mások.
2015 tavaszán Clivillés Set Me Free című debütáló kislemezét jelentette meg.

## Zenei karrierje
A 80-as évek végén Robert Clivillés és David Cole a 2 Puerto Ricans, a Blackman, and a Dominican és a The 28th Street Crew nevű együttesekben tevékenykedtek, valamint a nem túl hosszú életű Brat Pack nevű csapatot is támogatták. 1988-ban Cole kiadott egy kislemezt You Take My Breath Away címmel. A duó támogatta a Seduction nevű amerikai együttest is, számos Top 10-es slágert írt számukra, valamint támogatták a The Weather Girls énekesnőjének Martha Washnak a pályafutását is, aki akkoriban a Black Box nevű csapat énekesnője volt. 1990-ben Clivillés és Cole megjelentettek Freedom Williams rapperrel közösen egy dalt Get Dumb! (Free Your Body) címmel The Crew név alatt, azonban a duó legnagyobb sikereit a C+C Music Factory nevű együttesben érte el.
Cole halála után Clivillés életben tartotta a C+C Music Factory örökségét, és megjelent az I'll Always Be Around című dal, mely a Billboard / Dance Club Play listán az 1. helyezést érte el. A dalt az MCA kiadó jelentette meg. Ez volt az utolsó C+C Music Factory dal a Dance Club Play listán. 1995-ben megjelent a 3. stúdióalbum, mely a C+C Music Factory címet kapta, bár közel sem volt akkora siker, mint a debütáló és a második stúdióalbum. A harmadik stúdióalbum nem jelent meg az Államokban, viszont két kislemez slágerlistás helyezést ért el, úgy mint az I Found Love, mely 13. helyezést ért el a Dance / Club Play listán, és a  Robi Rob's Boriqua Anthem című dal, melyet a spanyol reggie énekessel El Generallal rögzítettek.
1996 októberében Clivillés Robi-Rob's Clubworld néven kislemezt jelentet meg Shake That Body címmel, melyhez segítségül hívja a Technotronic korábbi tagját Ya Kid K-t is. A második kislemez, a Reach vokáljában Deborah Cooper közreműködött, aki hosszú éveken át a C+C Music Factoryba is énekelt. Ez volt az utolsó közös munkája Clivillésnek Cole-val, halála előtt.
2000-ben Clivillés megalapította az MVP nevű csapatot.
2010-ben Eric Kupper lépett Cole helyébe a C+C Music Factorybe.
2015 májusában Clivillés Free című dala debütált a Billboard Hot Dance Club Songs listán, melyben Kimberly Davis közreműködött. A dalhoz készült videóklip utal Clivillés apjának öngyilkosságára.

## Jogi viták
Robert Clivillés és David Cole írtak egy dalt Get Dumb! (Free Your Body) címmel, mely Boyd Jarvis 1983-as dalának a The Music Got Me címűnek alapjaira épült. A dalt Boyd Jarvis engedélye nélkül rögzítették, aki Cole és Clivillés ellen pert indított.
Négy évvel később Kevin McCord szerzői jogok megsértése miatt pert indított Mariah Carey, Clivillés + Cole, valamint a Columbia Records kiadó ellen, miszerint az Alicia Myers által eredetileg énekelt I Want to Thank You című dal alapjait engedély nélkül használták fel. McCord végül elfogadta az 500.000 dolláros elszámolási ajánlatot.